# Wilhelm Lohmann (Schriftsteller)
Wilhelm Lohmann (auch: Christoph Wilhelm Lohmann; * im 18. Jahrhundert; † 1822) war ein deutscher Schriftsteller, Verlagsbuchhändler, Übersetzer und Bühnenautor.

## Leben
Wilhelm Lohmann tritt im 18. Jahrhundert zur Zeit des Kurfürstentums Hannover und während der Personalunion zwischen Großbritannien und Hannover spätestens ab 1797 in Erscheinung. Nachdem er zunächst als Gehilfe in einer Buchhandlung in Hannover „bei Ritscher“ tätig gewesen war, wirkte er zeitweilig „bei Hoffmann“ in Hamburg. Zudem wirkte er sowohl als Buchhändler und Verleger in Goslar sowie um 1820 in Magdeburg.
Wilhelm Lohmann publizierte beispielsweise zur Geschichte der Stadt Hannover, trat aber auch als Übersetzer hervor, etwa durch das aus dem Englischen von dem Schiffsleutnant William Mackay an seinen Vater verfasste Schreiben über den Untergang der Juno vor Ostindien und die Rettung von 14 Schiffbrüchigen.
Anlässlich des Besuchs des Landesherrn, Georg IV., König des Vereinigten Königreichs Großbritannien und Irland und König von Hannover, verfasste Lohmann ein bei dem Mediziner Heinrich Dittmer herausgegebenes Gedicht und starb noch im selben Jahr 1822.

## Schriften (Auswahl)
- Über Köppen, Hannover, erschienen in den 1790er Jahren
- Schiffbruchsscenen vom Theater des jetzigen Seekrieges, geschilder von Charlotte Smith. Aus dem Englischen von L. Hamburg, 1797
  - 2. Auflage, 1800
- Louis Marie Prudhomme, Reise nach Gujana und Cajenne, nebst einer Uebersicht der älteren dahin gemachten Reisen und neuere Nachrichten von diesem Lande, von dessen Bewohnern und den dortigen europäischen Colonien, besonders den französischen, aus dem Französischen übersetzt, Hamburg, 1797
  - Frankfurt: Anton Pichler, 1799: Digitalisat
- Geschichte des Schiffbruchs der Juno an der Küste von Arracan in Ostindien und wunderbare Erhaltung von 14 Personen auf dem Wrack, ohne Lebensmittel, während eines Zeitraums von 23 Tagen nebst deren endlichen Rettung. Von W. Mackay, Lieutenant des Schiffs, in einem Schreiben an seinen Vater (= Narrative of the Shipwreck of the Juno: On the Coast of Aracan ...), aus dem Englischen von W. Lohmann. Mit Anmerkungen. Hamburg: B. G. Hoffmann, 1800; Digitalisat über die Deutsche Digitale Bibliothek
- Christoph Wilhelm Lohmann: Topographische Beschreibung der Reichsstadt Goslar, hrsg. von Sebastian G. F. Mund, 4 Hefte, Goslar 1800
- Adolph und Caroline oder die beyden Gefangenen. Lustspiel in einem Aufzuge, Hannover, 1801
- Louis Benoît Picard, Christoph Wilhelm Lohmann: Die Nachbarn oder die Zudringlichen. Les voisins. Lustspiel in einem Aufzuge, Hannover, 1801
- Nikolaj I. Fuss, Wilhelm Lohmann: Fußreise durch Sachsen und einen Theil der Anhaltschen, Brandenburgisch und Braunschweigischen Länder nach Hannover im Sommer 1804, Bremen, 1805, Digitalisat
- Ueber den Werth und Nutzen der Reisen überhaupt und die Vortheile und Vorzüge der Fußreisen insbesondere, von C. W. L., Hannover und Bremen, 1805
- Vaterländische Reisen, Hannover u. a., 1805
- Kurze historische-topographische Beschreibung der Stadt Hannover, von W. L., 1805, Digitalisat
- Lohmannia: Topographische Beschreibung von Hannover, Goslar, 1810
- Die Kunst, zu reisen. Ein Rath- und Hülfsbüchlein für Reisende, Goslar, 1810
- Erster Versuch eines allgemeinen systematisch geordneten Adresßbuchs der Stadt Magdeburg, für alle Stände; nebst einer historisch-topographischen Beschreibung der Stadt und ihrer Merkwürdigkeiten, wie auch der Umgegend, Magdeburg, 1817, Digitalisat
- Kurze Geschichte und topographische Beschreibung der Stadt Magdeburg und ihrer Merkwürdigkeiten wie auch der Umgegend. Magdeburg: Adolph Friedrich von Schütz, 1817; Digitalisat
- Wilhelm Lohmann: Geschichts-Abriß und topographisches Gemälde der Königl. Haupt- und Residenz-Stadt Hannover oder: Kurzgefasste Uebersicht und Beschreibung ihrer historischen und Local-Merkwürdigkeiten, wie auch der örtlichen Umgebungen und Schilderung ihres sittlichen und Culturzustandes (1818), Hannover, im Verlage der Helwingschen Hof-Buchhandlung. 1818; Digitalisat über die Bayerische Staatsbibliothek
- Allgemeines Unterhaltungsblatt über interessante Gegenstände aus dem Gebiet der Kunst, der Wissenschaft und des öffentlichen Lebens, Magdeburg
  - Oktober bis Dezember 1818: No. 1–18
  - (= Magdeburgische Unterhaltungsblatt für alle Stände), Januar bis März 1819
- Das Okerthal bei Goslar, in: Zeitung für die elegante Welt, No. 125, 1819
- Christoph Wilhelm Lohmann: Die Altertümer der Stadt Goslar, in: Vaterländisches Archiv, Heft 1, 1819, S. 244–261
- Gedicht in Heinrich Dittmer (Hrsg.): Authentische und vollständige Beschreibung aller Feyerlichkeiten welche in dem Hannoverschen Lande bey der Anwesenheit Seiner Königl. Majestät Georgs des Vierten währen dem Monate October 1821 veranstaltet worden sind … Dittmer, Hannover 1822.